# Basse-Batouri
Basse-Batouri est une  commune rurale de la préfecture de Mambéré-Kadéï, en République centrafricaine. Elle s’étend au sud de la ville de Berbérati et tient son nom de la rivière Batouri. 

## Géographie
La commune de Basse-Batouri est située au sud-est de la préfecture de Mambéré-Kadéï. La plupart des villages sont localisés sur les axes Berbérati – Yamouda (route nationale RN10) et Berbérati – Sosso-Nakombo.
|             | Haute-Batouri, Berbérati |               |
| Ouakanga    | Basse-Batouri            | Basse-Mambéré |
| Basse-Kadéï | Nola                     |               |

## Villages
Les principaux villages de la commune sont : Wapo, Tapourou, Goffo et Nadjembé.
En zone rurale, la commune compte 36 villages recensés en 2003 : Anon, Bambelo, Barka, Batayanga, Bissa 1, Bissa 2, Camp Batouri 1, Dangmo, Dongo, Doroko, Gbambang, Gbazi 2, Goffo, Gozolo, Kalabonzi, Kopita, Libongue, Madoukou, Meina-Wayo, Mokambo, Moliko, Mongata, Nagati, Nakoe-Ndoe, Ngobolo, Ngondo, Ngotto, Ngoukou, Nguenze, Siriri, Soumon, Tapourou, Wambo, Wando, Wapo, Watoro.

## Éducation
La commune compte 5 écoles publiques à Doroko, Nagati, Tapourou, Wapo et Nzako.